# 涅斯捷羅夫
54°37′50″N 22°34′24″E / 54.63056°N 22.57333°E
涅斯捷羅夫 （俄语：Не́стеров）旧称施塔卢波嫩（德語：Stallupönen）是俄羅斯加里寧格勒州東部的一個城市，位於加里寧格勒以東140公里。2002年人口3,796人。
1314年由条顿骑士团建立。1945年前屬德國，原稱斯塔卢波嫩 （原本是附近一條河流的立陶宛語名稱）。1525年歸普魯士公國所有。1938年改稱埃本隆德（Ebenrode），以符合日耳曼化政策。蘇聯佔領後以一名在附近陣亡的蘇聯紅軍命名。